# Washington Mystics

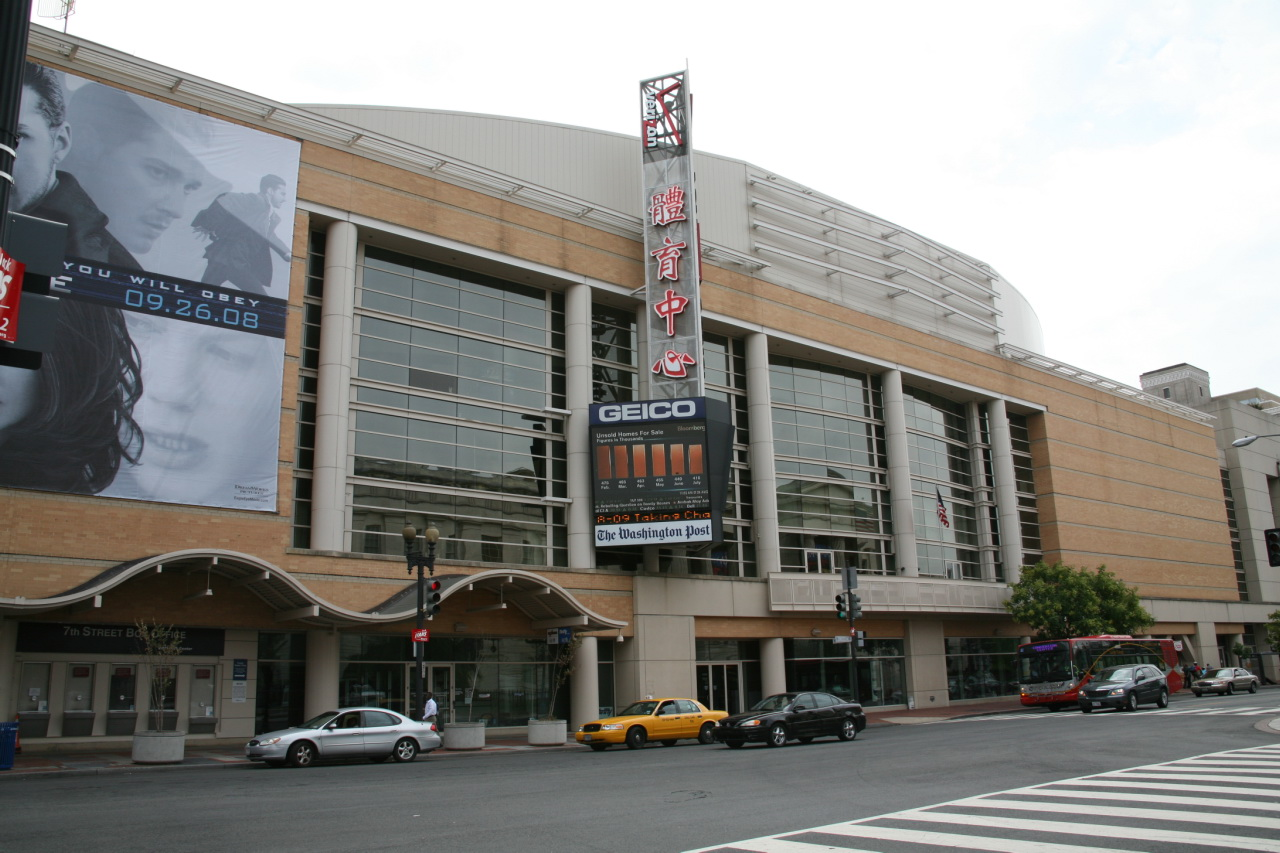
Verizon Center, Washington Mystics' hemmaarena.

Washington Mystics, som grundades 1998, är en basketklubb i Washington, D.C. som spelar i damligan WNBA sedan säsongen 1998.

## Historia
Washington Mystics är ett av de första lagen som tillkom efter att ligan hade spelat sin första säsong 1997. Och även om laget har haft basketlegender som Nikki McCray och Chamique Holdsclaw så har laget haft blandade framgångar, till exempel har man aldrig spelat i någon WNBA-final. Första säsongen vann Washington bara tre matcher och förlorade 27. 2002 var laget framme i konferensfinal mot New York Liberty men förlorade matchserien med 1-2 i matcher. 2010 vann Washington Eastern Conference men förlorade redan i första slutspelsomgången mot Atlanta Dream med 0-2 i matcher. Anmärkningsvärt är att Washington har förlorat sex av de sju slutspelsserier som de varit inblandade i. Enda segern är mot Charlotte Sting 2002 när man lyckades vinna med 2-0 i matcher. Washington Mystics har stått som värd för WNBA:s all star-match två gånger, 2002 och 2007.